# Văn hóa Đông Sơn
Văn hóa Đông Sơn là một nền văn hóa cổ đã xuất hiện vào khoảng năm 800 Trước Công Nguyên, từng tồn tại ở một số tỉnh miền Bắc Việt Nam và Bắc Trung bộ Việt Nam (Phú Thọ, Yên Bái, Hòa Bình, Hà Nội, Nam Định, Ninh Bình, Hà Nam , Thanh Hóa, Nghệ An, Hà Tĩnh), phân bố dọc theo các con sông chính: sông Hồng, sông Mã và sông Lam vào thời kỳ đồ đồng và thời kỳ đồ sắt sớm. Nền văn hóa này được đặt tên theo địa phương nơi các dấu tích đầu tiên của nó được phát hiện, gần sông Mã, Thanh Hóa. Nhiều dấu tích đặc trưng cho văn hóa Đông Sơn cũng được tìm thấy ở một số vùng lân cận Việt Nam như ở Vân Nam, Quảng Tây, Hải Nam của Trung Quốc, ở Lào hay ở Thái Lan...
Có những nghiên cứu cho rằng trên cơ sở văn hóa Đông Sơn, nhà nước văn minh đầu tiên của người Việt, nhà nước Văn Lang của các Vua Hùng và nối tiếp là nhà nước Âu Lạc của An Dương Vương đã phát triển, trước khi bị ảnh hưởng của nền văn minh Hán. Theo đánh giá của các nhà khoa học, thì nền Văn hóa Đông Sơn là sự phát triển liên tục và kế thừa từ các thời kỳ tiền Đông Sơn trước đó là Văn hóa Phùng Nguyên đến Văn hóa Đồng Đậu và Văn hóa Gò Mun.

## Địa bàn phân bố
Hà Giang, Lào Cai, Yên Bái, Sơn La, Hòa Bình, Hà Tây, Quảng Ninh, Thái Nguyên, Phú Thọ, Vĩnh Phúc, Hà Nội, Bắc Giang, Bắc Ninh, Hải Phòng, Hải Dương, Hưng Yên, Thái Bình, Hà Nam, Nam Định, Thanh Hóa, Nghệ An, Hà Tĩnh, Quảng Bình.

## Lịch sử khám phá

Trống đồng Ngọc Lũ - một sản phẩm của công nghệ luyện kim của cư dân Việt cổ cách ngày nay từ 2000 - 3000 năm.

Năm 1924, một người câu cá tên Nguyễn Văn Lắm đã ngẫu nhiên tìm được một số đồ đồng ở làng Đông Sơn (thành phố Thanh Hóa) ven sông Mã, thuộc địa phận Thanh Hóa. Tiếp đó là những cuộc khai quật của một viên thuế quan Pháp yêu khảo cổ tên là L. Paijot, người đầu tiên khai quật thấy các hiện vật thuộc một nền văn hóa lớn mà 10 năm sau đó, năm 1934, đã được định danh là Văn hóa Đông Sơn. Tên của ngôi làng nhỏ nhắc tới ở trên đã trở thành tên của cả một nền văn hóa rực rỡ thuộc thời đại kim khí cách đây 2000-3000 năm. Người nói đến danh từ "Văn hóa Đông Sơn" đầu tiên là Robert von Heine-Geldern (1885-1968) vào năm 1934. Sau 80 năm kể từ khi được khám phá, đã có hơn 200 di tích và hàng vạn di vật Đông Sơn được phát hiện và nghiên cứu.
Tuy nhiên, không như nữ học giả Madelène Colani (người đầu tiên dùng danh từ Văn hóa Hòa Bình), Heine-Geldern đã định nghĩa về nền Văn hóa Đông Sơn như là một nền văn hóa du nhập từ văn hóa Hán và xa nữa từ Tây phương, thường được gọi là nền văn minh Hallstatt hay là nền văn minh La Tène của Châu Âu. Những học giả kế tiếp học giả Geldern, khi nghiên cứu về Văn hóa Đông Sơn cũng có một cái nhìn tương tự giống Geldern - như V. Goloubew, E. Karlgren và nhất là O. Jansé. Những học giả này đều có những tác phẩm lớn; vì vậy không những có ảnh hưởng đến các học giả quốc tế, mà còn ảnh hưởng đến những học giả Việt Nam.
Tuy nhiên tất cả các lập luận đầu tiên đều cho thấy sự đánh giá sai lầm khi mà Văn hóa Phùng Nguyên có niên đại sớm hơn 1000 năm hé lộ, Văn hóa Đông Sơn là văn hóa bản địa và có sự kế thừa từ Phùng Nguyên.
Tất cả những giả thuyết trên đây đã vô tình đẩy các nhà khoa học đi xa trong các lập luận sau này. Nhưng hiện nay việc nhìn nhận lại nguồn gốc của các cư dân thuộc Văn hóa Đông Sơn đã hé mở các khả năng mới: người dân ở Đông Sơn cách ngày nay trên 3.000 năm là thuộc một chủng tộc gọi là Mongoloid mà về mặt nhân chủng học thì họ có một vùng cư trú rộng lớn bao gồm cả miền Nam Trung Quốc - lãnh thổ của nước Nam Việt sau khi Triệu Đà chiến thắng Vương quốc Âu Lạc.
Văn hóa Đông Sơn có mối liên hệ mật thiết với các nền văn hóa phát triển cùng thời ven biển Đông như văn hóa Sa Huỳnh (ở Nam Trung Bộ) và văn hóa Đồng Nai (ở lưu vực sông Đồng Nai).

## Tổng quan

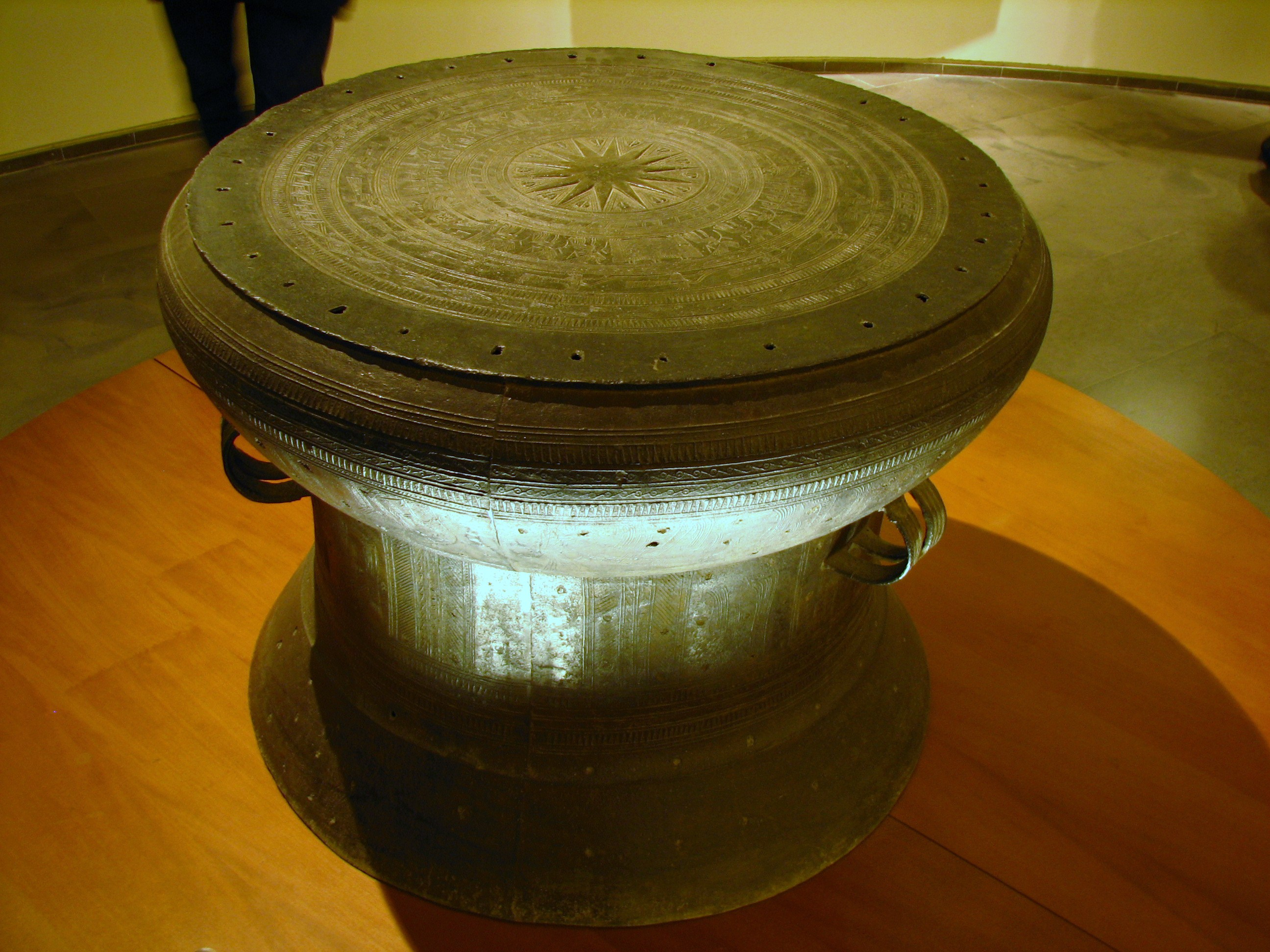
Trống đồng Sông Đà trưng bày tại Bảo tàng Guimet, Paris, Pháp.

Nói chung, đã có chứng cớ rõ rệt là người hiện đại cổ nhất tìm thấy là ở đảo Kalimantan, mà đảo đó với đất nay là Việt Nam thời đó 39.600 năm về trước là một dải đất liền không bị ngăn cách bằng biển cả. Những người gần với người Hiện đại nhất cũng tìm thấy ở ngay vùng gần biên cương miền Bắc nước Việt hiện nay là làng Mã Bá thuộc tỉnh Quảng Đông.
Hiện nay người ta bước đầu mới tìm thấy bằng chứng xưa nhất về các cư dân sinh sống ở vùng Bắc Bộ Việt Nam là khoảng 18.000 năm thuộc Di chỉ Sơn Vi. Nhưng một thực tế rằng, khu vực Bắc Bộ Việt Nam thuộc khu vực Bắc lục địa Đông Nam Á là một vùng đất trung gian nối liền hai trung tâm là Kalimantan và Mã Bá (Quảng Đông) là những nơi cho đến nay đã tìm thấy Người hiện đại (homo sapiens) có niên đại cách ngày nay trên dưới 40.000 năm.
Tại Hội nghị Quốc tế họp ở Berkeley bàn về nguồn gốc nền văn minh Trung Hoa năm 1978, mà các bản tham luận, sau khi các dữ kiện được kiểm chứng, so sánh với ý kiến của các học giả khác, đã được xuất bản năm 1980. Cho đến lúc này (tức 1980), người ta thấy đồ đồng Đông Sơn có niên đại xưa nhất (đồ đồng tìm thấy được ở Tràng Kênh  có niên đại C-14 = 1425 ± 100BC [BLn - 891] so với đồ đồng cổ nhất của Trung Hoa ở Anyang có niên đại C-14 = 1300 BC theo Anderson hay 1384 BC theo Lichi) (tuy nhiên các khai quật khảo cổ sau này đã tìm ra đồ đồng có niên đại tới gần 5.000 năm ở Trung Quốc, tức là sớm hơn 1.500 năm so với đồ đồng Đông Sơn). Đồ đồng Đông Sơn có kỹ thuật cao vì đã biết pha với chì khiến hợp kim có độ dai bền đặc biệt (hợp kim đồng ở Thái Lan hay nhiều nơi khác có thể pha chế đồng với sắt, thiếc, antimoin như Đông Sơn nhưng không có chì).
Văn hóa Đông Sơn là thời kỳ kế thừa của các nền Văn hóa Phùng Nguyên có niên đại cách ngày nay khoảng 4.000 năm, Văn hóa Đồng Đậu, Văn hóa Gò Mun và có các điểm chính phải nhấn mạnh:
- Văn hóa lúa nước phát triển, thực phẩm dồi dào và có dự trữ dẫn đến sự phân cấp xã hội người Việt cổ.
- Kỹ thuật đúc đồng mà đỉnh cao là các trống đồng Đông Sơn.
- Kỹ thuật về quân sự mà đỉnh cao là thành Cổ Loa (thành, mũi tên đồng và nỏ).
- Sự tổ chức cộng đồng hoàn chỉnh theo phương thức xã thôn tự trị mà đỉnh cao là sự thành lập nhà nước Văn Lang.

## Các loại hình văn hóa Đông Sơn.

### Loại hình sông Hồng
Địa bàn chủ yếu của loại hình này là vùng miền núi phía Bắc, vùng Trung du và đồng bằng Bắc bộ, với trung tâm là làng Cả (nay ở thành phố Việt Trì). Đặc trưng của loại hình là sự phong phú, đa dạng, mang nhiều sắc thái địa phương rõ rệt.

### Loại hình sông Mã
Địa bàn phân bố của loại hình chủ yếu thuộc lưu vực sông Mã, sông Chu, ranh giới phía Bắc của nó tiếp giáp với địa bàn của Văn hóa Đông Sơn loại hình sông Hồng. Trung tâm là làng Đông Sơn, Thanh Hóa. Đặc trưng của loại hình sông Mã mang đặc trưng của Văn hóa Đông Sơn điển hình. Đặc biệt những đồ đồng thuộc trung tâm Đông Sơn là tiêu chí để nhận biết cho đồ đồng thuộc các loại hình địa phương khác hay để phân biệt giữa Đông Sơn với những nền văn hóa kim khí khác.

### Loại hình sông Cả
Loại hình này được phát hiện lần đầu vào năm 1972. Trung tâm là làng Vạc (Nghĩa Đàn, Nghệ An). Đặc trưng cơ bản của loại hình này là có sự giao lưu mạnh mẽ với văn hóa Sa Huỳnh ở miền Trung và văn hóa Điền (Vân Nam, Trung Quốc), đồng thời cũng mang những nét đặc trưng riêng biệt, nằm trong tổng thể nhất quán của Văn hóa Đông Sơn.

## Luân canh vàchăn nuôitrongnông nghiệp
Xem bài chính Văn minh lúa nước
Điều kiện đồng bằng sông Hồng là nơi rất thích hợp cho lúa nước hoang và sau này là lúa nước trồng. Người Việt trong cộng đồng chủng Mongoloid là một phần của văn minh lúa nước.
Trong di chỉ khảo cổ cho thấy một bộ sưu tập các lưỡi cày bằng đồng phong phú, vào giữa và cuối thời kỳ Đông Sơn đã xuất hiện khá nhiều đồ sắt và đồ đồng đã chuyển sang các loại vật dụng trang trí và tinh xảo hơn.
Lưỡi cày và di cốt trâu, bò nuôi chứng minh một trình độ luân canh định cư của cư dân Đông Sơn dẫn đến có một lượng thặng dư về thực phẩm. Điều này thúc đẩy một bộ phận dân cư chuyển sang làm các ngành nghề như đồ gốm, dệt, đồ trang sức, xây dựng, luyện kim, làm sơn...

## Công nghệ luyện kim và sự hoàn hảo về công nghệ đúc đồng

### Thuật luyện kim

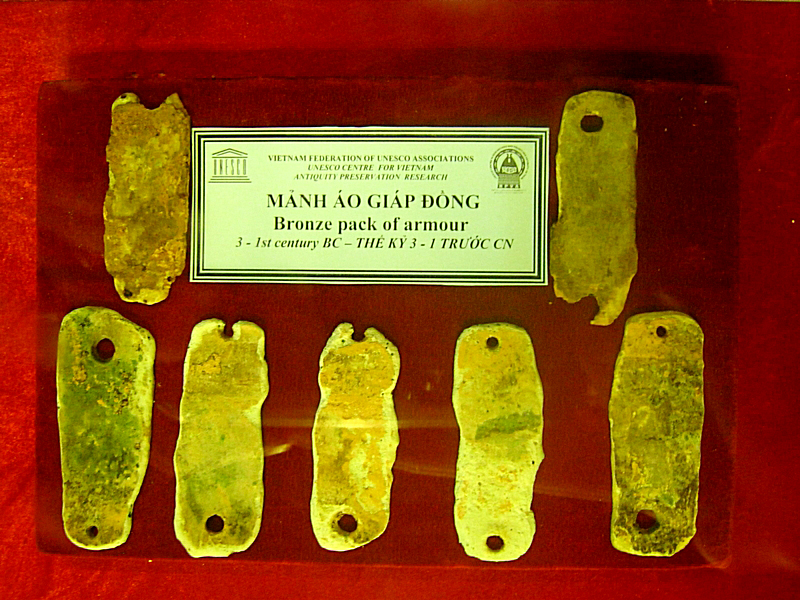
Mảnh giáp dạng vảy bằng đồng, thế kỷ 3 - 1TCN.

Miền Bắc Việt Nam từ nghìn xưa vốn có nhiều mỏ kim loại như các mỏ vàng, bạc, chì, sắt, đồng... Các tỉnh Bắc Kạn, Thái Nguyên, Tuyên Quang, Lào Cai, Yên Bái, Thanh Hóa... có hàng chục mỏ đồng. Những mỏ này thường nhỏ, nông và lộ thiên, thuận tiện cho cách khai thác giản đơn. Đó là điều kiện đầu tiên để có thể phát triển một nền văn hóa đồ đồng rực rỡ.
Đến giai đoạn văn hóa Đông Sơn, giai đoạn cực thịnh của thời đại Hùng Vương thì thấy trong thành phần hợp kim đồng, tỷ lệ đồng và thiếc giảm xuống và tỷ lệ chì tăng lên.
Việc sáng tạo ra loại hợp kim mới này không phải là ngẫu nhiên mà là xuất phát từ những yêu cầu về kinh tế và kỹ thuật của cả một thời kỳ lịch sử. Trong các giai đoạn trước Đông Sơn hợp kim đồng chủ yếu dùng để chế tạo các đồ nghề, đòi hỏi có tính năng kỹ thuật sắc bén, bền chắc. Đến giai đoạn Đông Sơn, đồng chuyển mạnh vào lĩnh vực đồ dùng hằng ngày; các loại thạp, thố, trống đồng đòi hỏi sản xuất nhiều. Những đồ vật này lại cần phải trang trí đẹp, phức tạp và như vậy cần hợp kim có tính năng dễ đúc để dễ dàng tạo nên các chi tiết tinh xảo sắc nét trong khi đúc. Vì vậy mà người Việt cổ sử dụng hợp kim đồng - thiếc - chì.

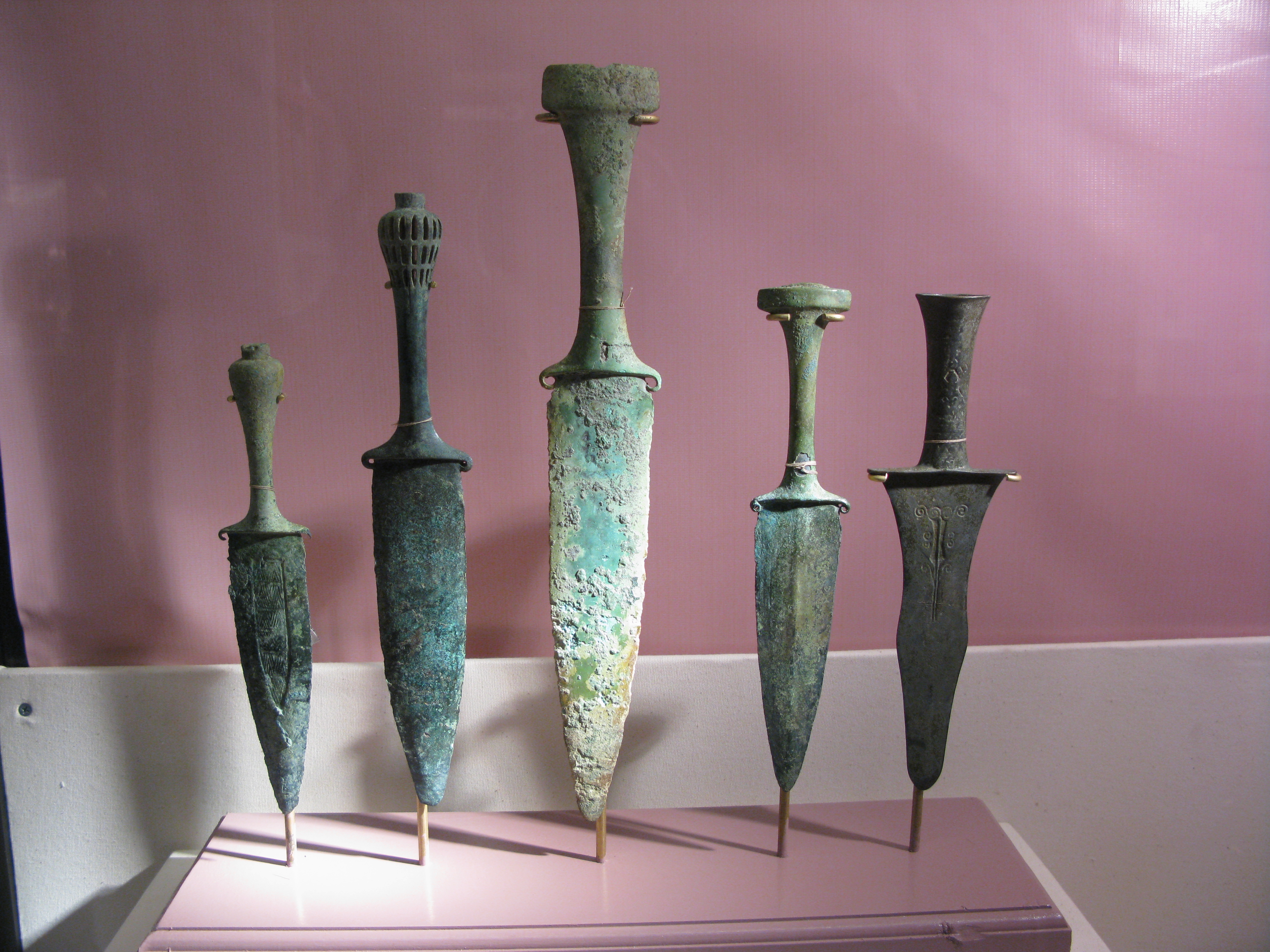
Dao găm Đông Sơn

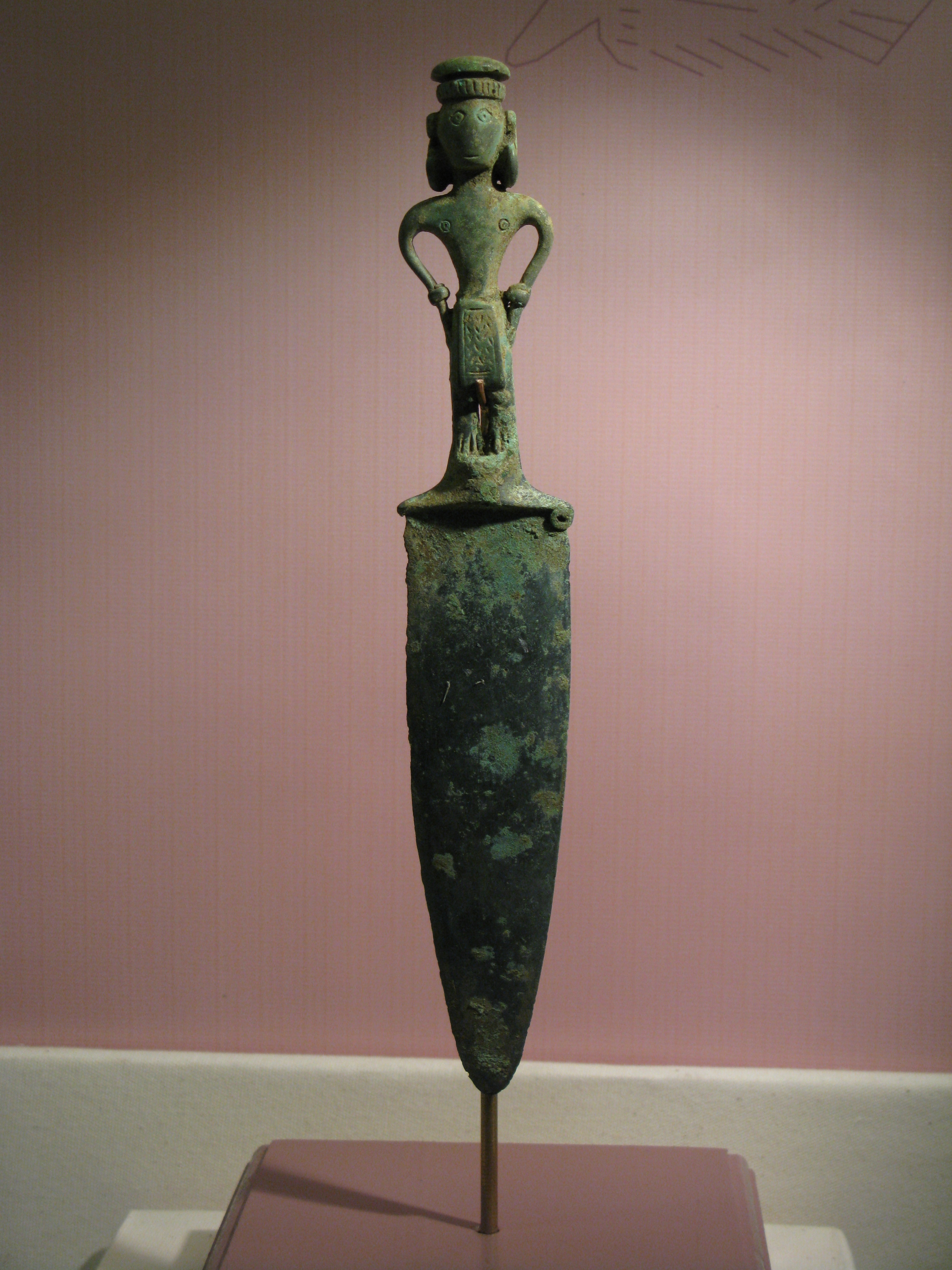
Dao găm Đông Sơn có trang trí hình người ở chuôi dao.

Mặt khác, hợp kim mới với 3 thành phần chính có nhiệt độ nóng chảy thấp hơn, do đó giảm bớt những khó khăn trong việc nấu và đúc, và như vậy, người Việt cổ lúc đó đã bước đầu biết đến mối quan hệ giữa thành phần và tính chất của hợp kim, mà thuật ngữ khoa học kỹ thuật luyện kim hiện đại gọi là điểm nóng chảy thấp.
Điều nữa, còn nhận thấy rằng ở giai đoạn Đông Sơn, thành phần của các kim loại trong hợp kim đồng - thiếc - chì (hoặc đồng - chì - kẽm) lại thay đổi theo chức năng của từng loại đồ nghề, đồ dùng hay vũ khí.
Ví dụ:
- Mũi tên đồng ở Cổ Loa có thành phần: đồng: 95%, chì: 3,4-4,2%, kẽm: 1-1,1%. Tỷ lệ này đảm bảo hợp kim có độ cứng lớn nhất để đảm bảo tính năng xuyên thủng áo giáp.
- Lưỡi giáo Thiệu Dương có thành phần: đồng: 73,3%, thiếc: 13,21%, chì: 5,95% để đảm bảo cho vũ khí vừa dẻo vừa bền.
- Rìu xòe cân Thiệu Dương có thành phần: đồng: 82,2%, thiếc: 10,92%, chì: 0,8% và rìu lưỡi xéo Thiệu Dương có thành phần: đồng: 82,2%, thiếc: 6,8%, chì: 1,4%, nhờ vậy vật liệu sẽ có độ cứng nhưng không giòn và có thể chặt, cắt tốt.

Về phương pháp chế tác các công cụ đồng, có thể nhận thấy ngoài một số ít công cụ cỡ nhỏ như lưỡi câu, mũi nhọn... mang dấu vết của kỹ thuật rèn, còn hầu hết các di vật đồng là sản phẩm đúc. Cho đến nay đã tìm thấy hơn 30 loại khuôn đúc giáo, dao găm, rìu, mũi dùi, mũi tên... Những khuôn đúc này hoặc bằng đất hoặc bằng đá và sa thạch.
Khuôn đúc bằng đất tìm thấy ở Đồng Đậu, Cam Thượng, đất sét làm khuôn được phát hiện ở nhiều địa điểm trong các tỉnh Cao Lạng, Vĩnh Phú, Hà Sơn Bình, Hà Nội, Bình Trị Thiên. Các khuôn đá tìm thấy đều là khuôn có hai mảnh (ví dụ các khuôn đúc rìu), mặt giáp hai mảnh rất nhẵn và kín, nếu úp mặt 2 mảnh rồi soi lên, chúng ta không thấy có chút ánh sáng nào lọt qua.
Di vật tìm thấy đã gặp những khuôn đúc đồng thời đúc được nhiều dụng cụ một lúc, ví dụ khuôn đất đúc 3 mũi dùi, khuôn đá đúc 2 mũi tên cùng một lúc ở Đồng Đậu. Việc tìm thấy những chiếc dao găm có chuôi hình người ở Tràng Kênh Hải Phòng với cán dao trang trí đặc trưng hình người có đầy đủ mũ, áo, quần với trang trí tinh xảo.
Công cụ sản xuất nông nghiệp Đông Sơn có các loại: lưỡi cày, thuổng, rìu, cuốc, mai, vời...
Công cụ sản xuất thủ công có các loại đục (đục bẹt, đục vũm, đục một), nạo, dùi, giũa, dao, dao khắc, rìu, kim, dây...
Về mặt kỹ thuật, đặc trưng hợp kim đồng của giai đoạn Đông Sơn là hàm lượng chì cao, có khi đến 20%. Các nhà khảo cổ học cho rằng hợp kim đồng - thiếc - chì là một sáng tạo của kỹ thuật luyện đồng của người Đông Sơn. Vào cuối giai đoạn Đông Sơn, công cụ sắt đã tương đối phổ biến: đó là các loại cuốc, mai, búa, đục, dao, giáo, kiếm...

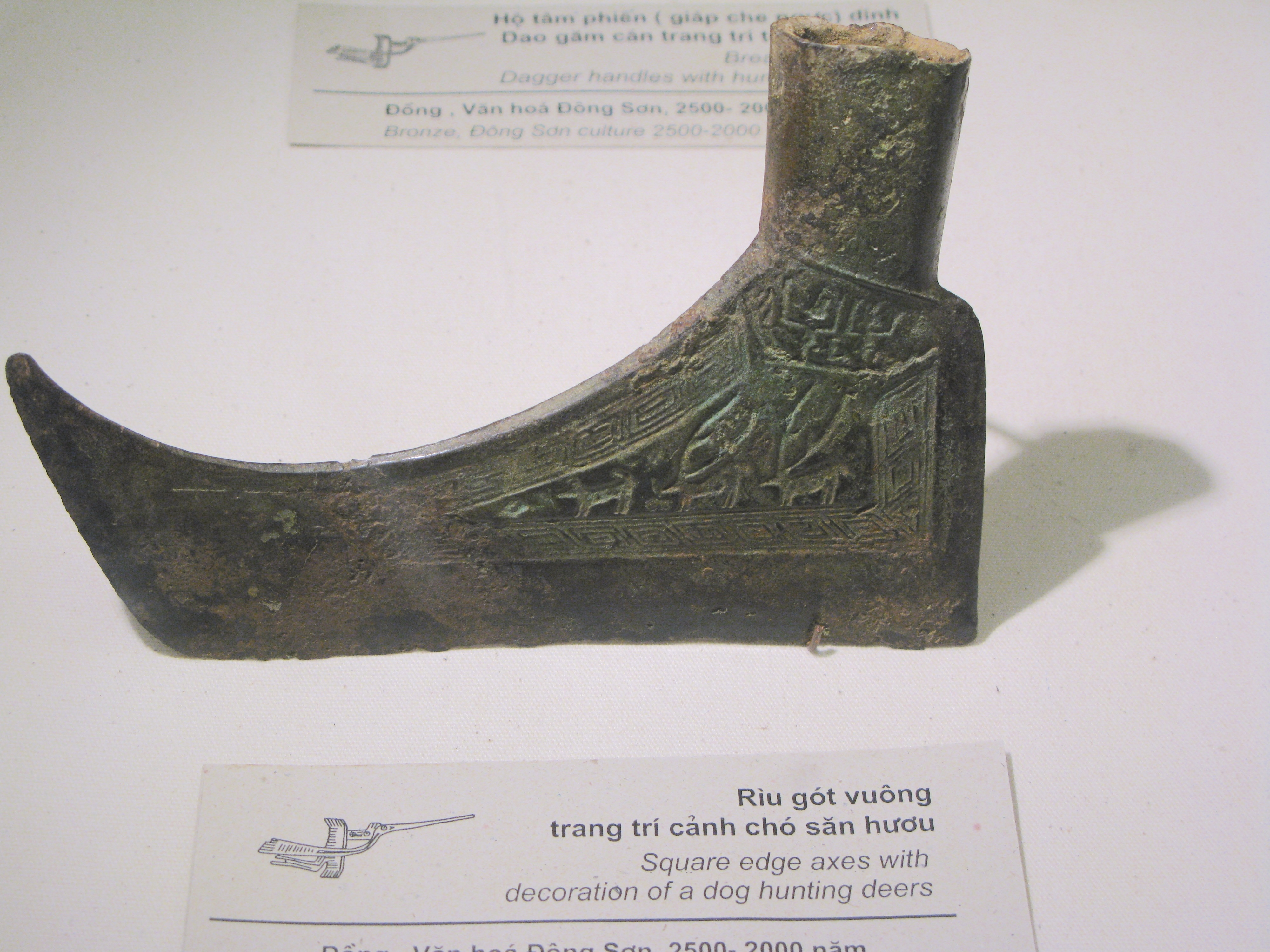
Rìu gót vuông có trang trí hình chó săn hươu.
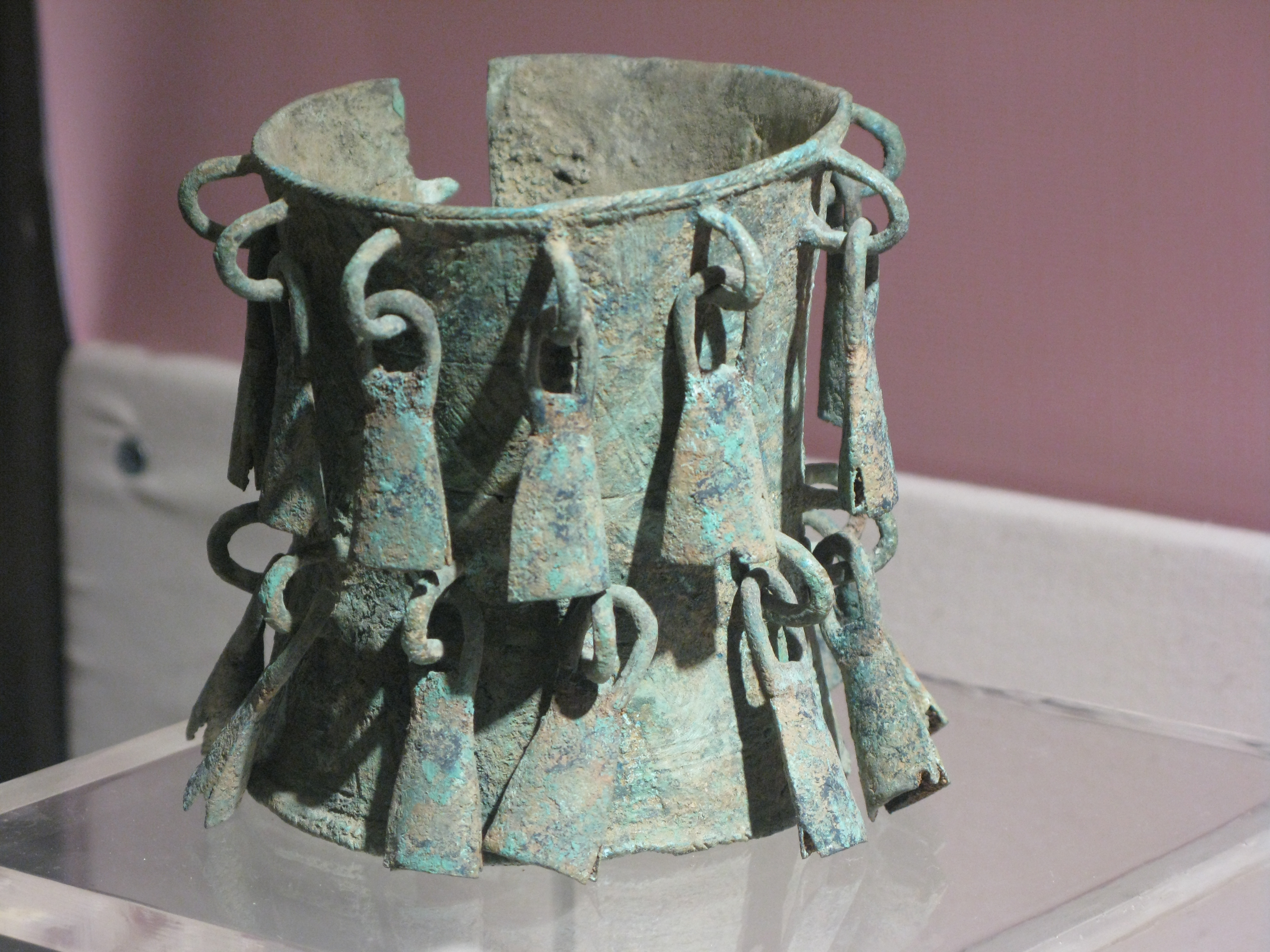
Vòng đeo chân
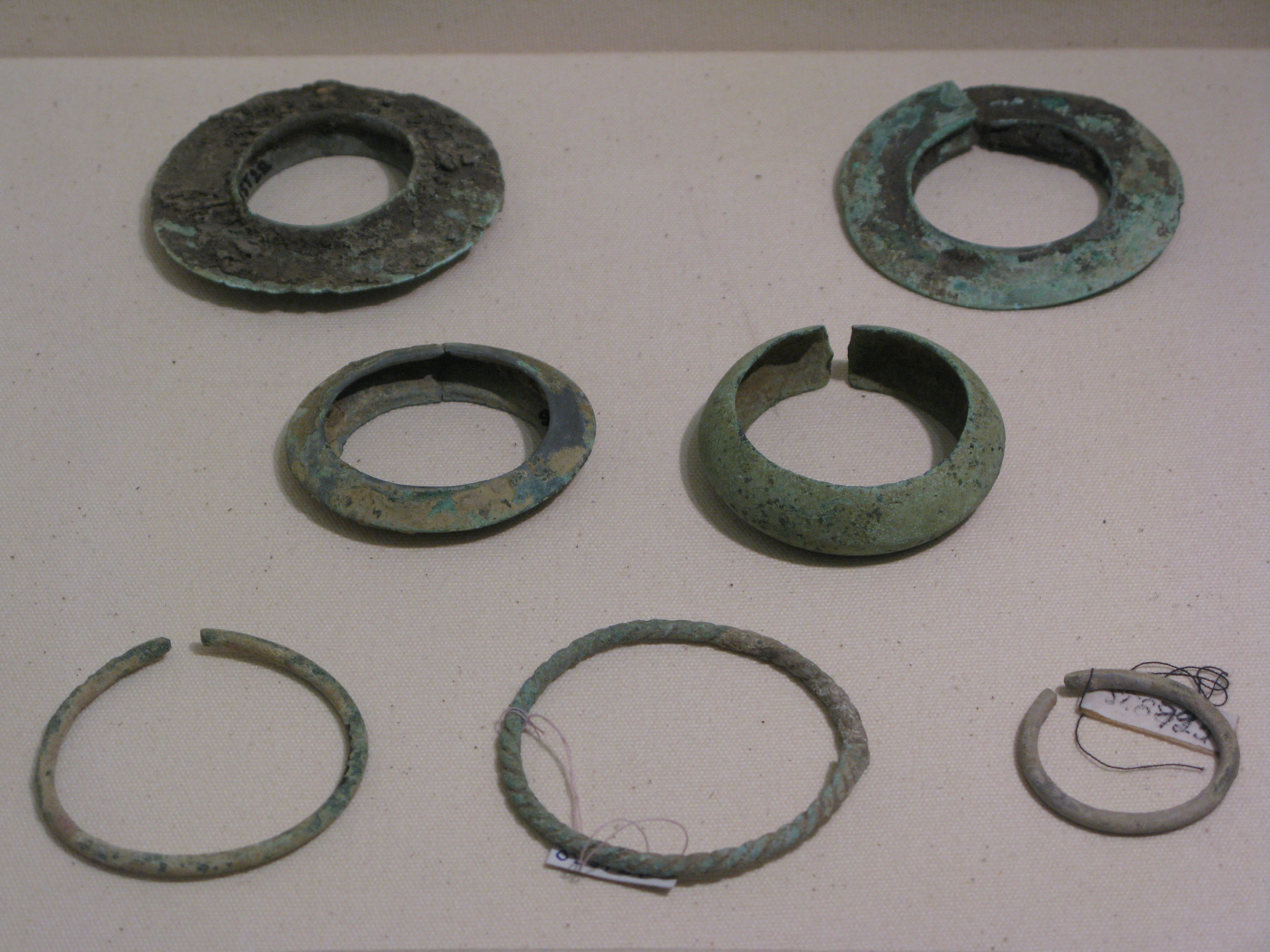
Vòng đeo tay
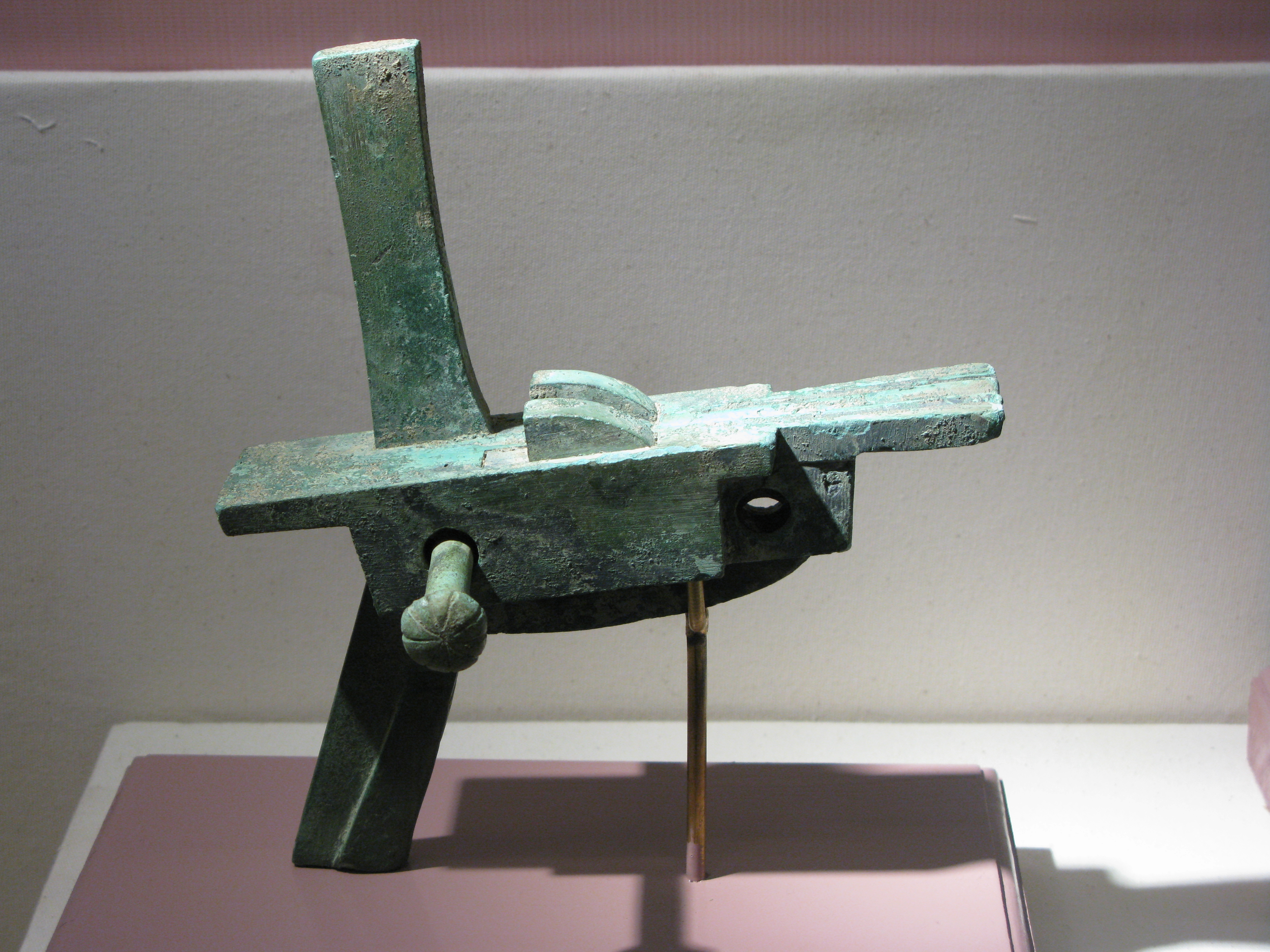
Lẫy nỏ

### Trống đồng lớn và thẩm mỹ
Xem bài chính Trống đồng Đông Sơn

Trống đồng Ngọc Lũ loại I

Văn hóa Đông Sơn, kể từ văn hóa Phùng Nguyên tính đến thời điểm này, vẫn có thể coi là nền văn hóa đồ đồng có niên đại xưa nhất so với niên đại văn hóa đồ đồng ở các nơi khác trong vùng Đông Nam Á và Đông Bắc Á.
Bốn nhà nghiên cứu có uy tín khác viết về Văn hóa Đông Sơn đầu tiên ở Việt Nam là V. Gouloubew, R.H. Geldern, B. Karlgren và O. Jansé, đều sai lầm khi cho rằng nền văn minh độc đáo này có nguồn gốc từ bên ngoài. Người thì cho rằng nó bắt nguồn từ Trung Hoa; người đi xa hơn cho nó bắt nguồn từ văn minh Hallstatt ở Ấu Châu, truyền qua vùng thảo nguyên Âu-Á, đến Trung Hoa trước khi truyền vào Đông Sơn. Có người lại dựng lên một nguồn gốc xa xôi từ văn minh Mycenae của Hi Lạp và theo một hành trình rất phức tạp qua trung gian các nền văn minh Trung Ấn, rồi Tây Á, đến đây mới chia hai ngả, một theo đường Tế Xuyên, Vân Nam truyền vào Việt Nam, và một theo lưu vực sông Hoàng Hà, sinh ra văn hóa đồ đồng đời nhà Thương ở Trung Hoa.
Nhưng các lập luận của các nhà nghiên cứu trên chỉ đứng vứng khi chưa phát hiện ra văn hóa Phùng Nguyên xưa hơn khoảng 1.000 năm so với những di vật ở Đông Sơn.

### Thành tựu văn hóa - nghệ thuật

Thổi Khèn thuộc văn hóa Đông Sơn

Các sinh hoạt văn hóa của cư dân Đông Sơn được mô tả khá phong phú trên các hoa văn rất sắc nét của trống đồng. Thật may mắn cho những trang sử được chạm khắc trên chất liệu đồng đã lưu giữ cho người Việt Đông Sơn một trong những chứng cứ về Văn hóa Đông Sơn.
Các yếu tố thuộc về văn hóa ở Đông Sơn không hề có bóng dáng của yếu tố bên ngoài. Bởi vì thời điểm Văn hóa Đông Sơn phát triển rực rỡ nhất và thông qua niên đại xác định bằng C-14, thì cách ngày nay trên 2.500 năm.
Nghệ thuật Đông Sơn cho ta thấy sự cảm nhận tinh tế của các cư dân thời đó qua khả năng chạm khắc, tạo hình tinh tế và một đời sống ca múa nhạc phong phú. Hình chạm khắc trên trống đồng Đông Sơn cho ta thấy những hình người thổi kèn, các vũ công đầu đội mũ lông chim trĩ, chim công (một loài chim đặc sắc phương Nam nhiệt đới), nhà sàn của cư dân vùng nhiệt đới Đông Nam Á, bộ sưu tập về các loài chim cổ mà ngày nay nhiều trong các số loài đó đã tuyệt chủng.
Đồ dùng Đông Sơn gồm có các loại thạp, có nắp hay không nắp, với những đồ án hoa văn trang trí phức tạp, những thổ hình lẵng hoa có chân đế và vành rộng, các loại gùi, vò, ấm, lọ, chậu. Qua đó làm chứng cứ về một xã hội phức tạp trên cơ sở các đại gia đình, các dòng họ trong cộng đồng làng xã đã định cư ổn định.
Người Đông Sơn trang sức bằng các loại vòng tay, vòng ống ghép, nhãn, hoa tai, móc đai lưng, bao tay, bao chân, ví dụ như bao tay và bao chân tìm thấy ở di tích Làng Vạc, Nghệ An.
Nghệ sĩ tạc tượng Đông Sơn để lại cho chúng ta nhiều loại tượng người, tượng thú vật như cóc, chim, gà, chó, hổ, voi...
Nhạc sĩ Đông Sơn đã diễn tấu các loại chuông nhạc, lục lạc, khèn, trống đồng.
Số lượng trống đồng Đông Sơn tìm được cho đến nay trên vùng đất Việt Nam đã khoảng 140, chiếm già nửa số lượng trống loại này hiện đã biết ở Đông Nam Á.

## Tín ngưỡng - tập tục

Thạp đồng có hình trai gái giao hoan.

Cây đa bên cổng làng của người Việt.

Trầu và cau

Tín ngưỡng phồn thực, tín ngưỡng sùng bái tự nhiên và tín ngưỡng sùng bái con người. Con người cần sinh sôi, mùa màng cần tươi tốt để duy trì và phát triển sự sống, nên đã nảy sinh tín ngưỡng phồn thực. Ở Việt Nam, tín ngưỡng đó tồn tại lâu dài, dưới hai dạng biểu hiện: thờ sinh thực khí nam và nữ và thờ cả hành vi giao phối.
Người Việt tôn sùng cây cối, các loại cây lương thực chính. Các sản phẩm làm từ gạo nếp, gạo tẻ đã có lịch sử hàng nghìn năm và còn lưu truyền đến ngày nay. Các loại bánh trái đặc trưng của người Việt đã đi vào huyền thoại bằng văn hóa truyền khẩu.
Trong tín ngưỡng người Việt, việc sùng bái con người, phổ biến nhất là tục thờ cúng tổ tiên, gần như trở thành một thứ tôn giáo của người Việt, mà ngày nay vẫn còn như một thứ tín ngưỡng từ Bắc vào Nam.
Tập tục ăn trầu cũng là đặc trưng chính của người Việt cổ, được thể hiện qua câu chuyện cổ Sự tích trầu cau.
Người Việt cổ biết dùng hóa chất và các loại nhựa, sơn cây dùng để nhuộm răng đen, mà mãi đến giữa thế kỷ 20 cũng vẫn còn khá phổ biến ở đồng bằng Bắc Bộ Việt Nam.

Mộ thuyền Châu Can cùng di vật - được tìm thấy ở Hà Tây năm 1977.

Ở đây ta cũng nhắc đến vài nét chính của nghệ thuật chôn cất người chết mà các nhà khảo cổ học đã tìm thấy hầu như rải rác trên toàn bộ Bắc Bộ kéo dài đến miền Trung Việt Nam - Mộ thuyền là một cách chôn cất khá độc đáo của người Việt cổ thuộc văn hóa Đông Sơn.
Năm 2004 các nhà khảo cổ học tìm thấy thêm một ngôi mộ bên triền sông Cửu An, thuộc thôn Động Xá, xã Lương Bằng, huyện Kim Động, tỉnh Hưng Yên. Đây không chỉ là ngôi mộ có quan tài hình thuyền như những phát hiện trước đó, mà thực sự là một con thuyền độc mộc chở người Đông Sơn vào giấc vĩnh hằng từ 2.500 năm trước. Khi nắp quan tài bật mở, người ta thấy tất cả bùn đất tích tụ từ thiên niên kỷ I TCN phủ kín hiện vật. Khi lớp bùn được gạt ra, nhóm khai quật nhìn thấy người chết đặt nằm ngửa, thân bó vải, hai tay để xuôi, chân duỗi thẳng. Ngoài ra, còn có một số hiện vật đi kèm là đồ gốm, hạt thực vật.
So với các mộ thuyền Đông Sơn được phát hiện từ những năm 1960, 1970 tại Châu Can Hà Tây, Việt Khê Hải Phòng, La Đôi Hải Dương..., đây là mộ duy nhất còn nguyên vẹn xương cốt với quần áo hoàn chỉnh. Phát hiện này khiến các chuyên gia Viện Khảo cổ và Trung tâm nghiên cứu tiền sử Đông Nam Á vô cùng phấn khởi. Bởi tìm hiểu về nguồn gốc cư dân thì cốt sọ giữ vai trò quan trọng nhất, giúp các nhà khảo cổ làm sáng tỏ những người đã sáng tạo ra nền văn hóa Đông Sơn.

## Kỹ thuậtquân sự-nghệ thuậtchiến tranh

### Vũ khí

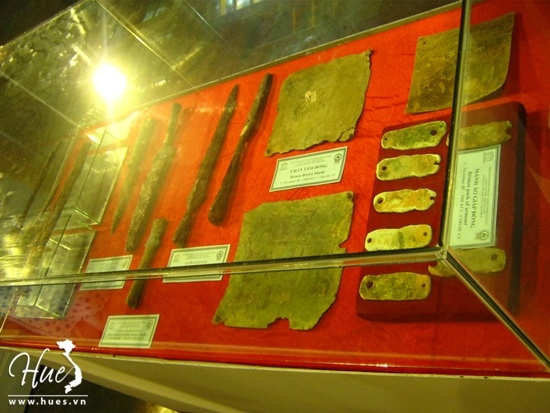
Mảnh hộ tâm phiến và mảnh giáp dạng vảy bằng đồng, thế kỷ thứ 3 -1 TCN.

Bộ phận khóa nỏ máy bắn tên.

Mũi tên Cổ Loa, khả năng sát thương rất cao.

Vũ khí Đông Sơn rất phổ biến, đa dạng về loại hình, độc đáo về hình dáng và phong phú về số lượng. Điều này gắn liền với các thần thoại và truyền thuyết về truyền thống chống giặc ngoại xâm, giữ nước của dân tộc Việt, ví dụ như câu chuyện nỏ thần của vua Thục Phán An Dương Vương bắn mỗi phát ra hàng loạt mũi tên đồng làm cho tướng xâm lược Triệu Đà phải khiếp vía kinh hồn. Những cuộc khai quật ở thành Cổ Loa (huyện Đông Anh, ngoại thành Hà Nội) đã phát hiện ra kho chứa hàng vạn mũi tên đồng. Mũi tên Cỗ Loa có các loại hình cánh én, hình lao có họng hay có chuôi, loại 3 cánh có chuôi dài. Ngoài ra còn có giáo, lao, dao găm, kiếm, qua, rìu chiến... Rìu chiến có đến gần 10 loại: các loại rìu xéo (hình dao xéo, hình thuyền, hình hia, hình bàn chân), rìu lưỡi xoè cân, rìu hình chữ nhật, rìu hình dao phạng. Dao găm có các loại lưỡi hình lá tre đốc củ hành, đốc bầu dục hay có chuôi là một tượng hình người, có loại dao găm lưỡi hình tam giác, cán dẹt hay tròn. Khải giáp gồm có các tấm che ngực có hình vuông hay hình chữ nhật, áo giáp gồm các vảy đồng buộc lại với nhau, có hoa văn trang trí đúc nổi. Ở Hà Nam Ninh còn tìm thấy cả giáp che ngực và mũ chiến bằng đồng.
Một kỹ thuật đặc biệt cũng cần nhắc đến cho vũ khí Đông Sơn là vừa qua các nhà khảo cổ học Việt Nam đã khám phá ra kho mũi tên đồng Cổ Loa có hàng vạn chiếc ở khu vực thành Cổ Loa (Đông Anh, Hà Nội). Mũi tên đồng của vương quốc Âu Lạc có cấu tạo độc đáo ba cạnh. Xét về mặt xuyên thủng thì không phải là yếu tố chính. Nhưng xét về mặt giải phẫu, thì với mũi tên ba cạnh (quả khế) thì vết thương do mũi tên này gây ra có thể nói rằng, rất trầm trọng. Kẻ bị bắn trúng mũi tên này không dám rút mũi tên ra - việc này sẽ gây mất máu và dẫn đến tử vong rất nhanh.

### Thành quách
Xem bài chính Thành Cổ Loa
Địa điểm Cổ Loa chính là Phong Khê, lúc đó là một vùng đồng bằng trù phú có xóm làng, dân chúng đông đúc, sống bằng nghề làm ruộng, đánh cá và thủ công nghiệp. Việc dời đô từ Phong Châu về đây, đánh dấu một giai đoạn phát triển của dân cư Việt cổ, giai đoạn người Việt chuyển trung tâm quyền lực từ vùng Trung du bán sơn địa về định cư tại vùng đồng bằng. Việc định cư tại đồng bằng chứng tỏ một bước tiến lớn trong các lãnh vực xã hội, kinh tế trong giao tiếp, trao đổi con người dễ dàng đi lại bằng đường bộ hay bằng đường thủy; trong nông nghiệp có bước tiến đáng kể về kỹ thuật trồng lúa nước, mức độ dân cư cũng đông đúc hơn.
Trung tâm quyền lực của các cư dân Việt ở trung tâm đồng bằng sông Hồng cũng thể hiện sự phát triển về chiều rộng của Văn hóa Đông Sơn.

## Xã hội phức tạp - hình thànhnhà nước

### Sự phát triển kinh tế - xã hội
Để phục vụ cho trồng trọt, cư dân Đông Sơn bấy giờ đã đẩy mạnh chăn nuôi trâu, bò để lấy sức kéo và phân bón. Nhiều di vật văn hóa Đông Sơn có xương trâu, bò. Các gia súc, gia cầm cũng được cư dân Đông Sơn chăn nuôi rộng rãi như lợn, gà, chó... Nghề thủ công đạt được bước tiến rất quan trọng từ khi cư dân Phùng Nguyên phát minh ra nghề luyện kim, đúc đồng, tiến lên nghề luyện sắt ở giai đoạn Đông Sơn. Việc phát hiện được những khuôn đúc đồng và xỉ đồng đã khẳng định nghề luyện kim do cư dân Hùng Vương sáng tạo ra.
Với kỹ thuật luyện đồng, cư dân Đông Sơn bấy giờ đã tạo nên bước ngoặt, loại trừ hẳn đồ đá. Trong một số di tích thời Hùng Vương như Tiên Hội, Đường Mây, Gò Chiền Vậy, Đồng Mõm, Vinh Quang đã tìm thấy các di vật bằng sắt.
Nghề làm đồ gốm của các cư dân Đông Sơn cũng phát triển lên một bước. Nghệ thuật nặn gốm bằng bàn xoay được cải tiến. Người thợ gốm bấy giờ còn biết dùng phương pháp tạo hình bằng cách đổ khuôn và nung trong lò kín chuyên dụng. Chất lượng gốm ngày càng cứng và ít thấm nước hơn, độ mịn ngày càng tăng. Trình độ tạo hình cũng ngày càng cao hơn. Các bình gốm ở phần miệng, rìa miệng, đoạn eo thắt ở cổ đều đặn, song song chạy quanh thân gốm, loại hình sản phẩm gốm phong phú, đa dạng.
Sự phát triển của nền kinh tế trên nhiều mặt là cơ sở cho sự mở rộng trao đổi hàng hóa với nước ngoài. Hiện tượng một số trống đồng loại I Hêgơ của nước Văn Lang ở Thái Lan, Malaixia, Indonesia... cũng như sự có mặt của những lưỡi qua đồng Chiến quốc ở nhiều di tích văn hóa Đông Sơn đã chứng tỏ có sự buôn bán giữa người Việt cổ đương thời với các quốc gia quanh vùng. Một số đồ trang sức và trâu, bò cũng đã trở thành hàng hóa trong việc buôn bán giữa Văn Lang-Âu Lạc với các nước lân bang.

### Xã hội phức tạp - phân hóa giàu nghèo
Về tổ chức xã hội, sự phát triển mạnh mẽ của nền kinh tế, sự phân công lao động xã hội giữa nông nghiệp và thủ công nghiệp, sự trao đổi sản phẩm và các nguyên liệu giữa các địa phương ngày càng mở rộng dưới thời Hùng Vương đã tạo điều kiện thuận lợi cho việc tăng thêm nguồn của cải xã hội. Sản phẩm thặng dư xuất hiện ngày càng nhiều hơn, đã tạo nên cơ sở cho sự phân hóa xã hội. Những của cải chung của xã hội (do lao động công ích, do thu nhập từ ruộng đất công cộng của chiềng, chạ) dần dần bị một số người tìm cách chiếm đoạt biến thành của riêng. Chế độ tư hữu tài sản ra đời và ngày càng phát triển theo sự phát triển kinh tế xã hội, đồng thời cũng dẫn đến một chuyển biến xã hội quan trọng là xã hội phân hóa thành kẻ giàu, người nghèo. Từ thời Phùng Nguyên, hiện tượng phân hóa xã hội đã xuất hiện, nhưng chưa đáng kể. Trong số 12 ngôi mộ khai quật ở Lũng Hoà Vĩnh Phúc thì có 2 mộ chỉ có 2 hiện vật chôn theo người chết, 2 mộ có tới 20 hiện vật và 24 hiện vật, phổ biến ở số mộ còn lại đều có từ 3 đến 13 hiện vật. Đồ tùy táng giống nhau gồm gốm công cụ, đồ dùng bằng đá, gốm. Như vậy là, ở giai đoạn đầu thời Hùng Vương quan hệ cộng đồng nguyên thủy mới bước vào quá trình tan rã.
Từ sự phân tích các hiện vật trong các khu mộ táng thời Hùng Vương cho thấy xã hội bấy giờ đã có hiện tượng phân hóa thành các tầng lớp giàu, nghèo khác nhau. Sự phân hóa đó đã diễn ra từ từ, ngày càng rõ nét trải qua một quá trình lâu dài từ Phùng Nguyên đến Đông Sơn. Tuy nhiên, sự phân hóa xã hội bấy giờ thành hai cực chưa sâu sắc. Sự phân hóa tài sản là biểu hiện của sự phân hóa xã hội. Gắn liền với hiện tượng này là sự ra đời của nô lệ gia trưởng, dẫn tới sự hình thành các tầng lớp xã hội khác nhau:
- Quý tộc (gồm có các tộc trưởng, tù trưởng bộ lạc, thủ lĩnh liên minh bộ lạc và những người giàu có khác).
- Nô tì.
- Tầng lớp dân tự do của công xã nông thôn là tầng lớp đông đảo nhất trong xã hội, giữ vai trò là lực lượng sản xuất chủ yếu.
- Tầng lớp trên của xã hội ngày càng giàu có và nắm giữ các cương vị quản lý công việc công cộng của chiềng, chạ...

Như vậy, những tiền đề đầu tiên cho sự hình thành quốc gia và nhà nước Văn Lang thời Hùng Vương vào giai đoạn đầu Đông Sơn đã xuất hiện và phát triển qua 18 đời và sau này chuyển tiếp cho vương quốc Âu Lạc của An Dương Vương vào giai đoạn cuối Đông Sơn. (Các chứng cứ đang được khám phá dần)